# Diaea ambara
Diaea ambara är en spindelart som först beskrevs av Arthur Urquhart 1885.  Diaea ambara ingår i släktet Diaea och familjen krabbspindlar. Inga underarter finns listade i Catalogue of Life.